# Gol Show
Gol Show foi um programa de televisão exibido no SBT entre 1997 e 1998 e em 2002, sendo um dos raros programas esportivos de auditório do Brasil. 
A atração estreou em 26/10/1997 e apostava em interatividade com o público em casa. O programa, inicialmente conduzido por Silvio Santos como uma das atrações do Programa Silvio Santos, era um game que simulava cobranças de pênalti. Por telefone, o participante acionava um canhão que disparava a bola por meio de um recurso inovador por comando de voz (a palavra “gol” era a senha para o disparo). 
O telespectador que ligava para o número 0900 70 1234 (que recebia em média 1 milhão de chamadas por programa), se sorteado, ganhava de imediato um automóvel Gol (no especial Teleton foi um automóvel Corsa). O candidato tinha 10 segundos para gritar a palavra mágica e acionar o canhão, que se movimentava de um lado para o outro na tela. Cada um tinha direito a três chances e em cada domingo eram sorteadas cinco pessoas, exceto no especial Teleton, quando foram sorteadas 18 pessoas.
A cada programa, Silvio convidava um goleiro profissional para tentar defender os chutes do canhão - o programa de estreia, por exemplo, contou com a participação do folclórico goleiro paraguaio Chilavert. Atrás da trave, a plateia fazia o papel da torcida e celebrava toda vez que o canhão vencia o goleiro. O jogo dava prêmios por bolas na trave (entre R$ 10 mil e R$ 100 mil) e gols marcados (com um automóvel BMW para o maior goleador da noite), mas a maior obsessão dos telespectadores era a bola no ângulo, que dava R$ 1 milhão para quem conseguisse o feito. O programa ainda contava com a apresentação de bandas e músicos e tinha cheerleaders animando a atração.
O programa foi o primeiro da emissora e da televisão brasileira a entregar um prêmio de R$ 1 milhão, o que fez em duas ocasiões, nos dias 28/12/1997 e 17/05/1998. O primeiro milhão foi dividido em três partes: R$ 500 mil para Neila Fátima Bernardes de Almeida, R$ 250 mil para a AACD e R$ 250 mil para a Associação Obra do Berço. O segundo milhão foi entregue a uma só pessoa: Eliseu Taboza Fernandes Filho, num especial produzido para o encerramento do 1º Teleton. "Não poderia ter sido um espetáculo melhor do que esse! Olha lá, R$ 1 milhão! Sensacional!" disse Silvio Santos, a poucos minutos da meta de R$ 9 milhões da campanha em prol da AACD ser alcançada. Na edição de 2004, um novo especial do programa foi exibido, comandado por Luís Ricardo.
Além do dono do SBT, o Gol Show foi apresentado por Silvio Luiz, Babi Xavier e Luis Ricardo. Em 2019, o programa voltou a ser exibido como quadro do Programa Silvio Santos e em 2020, foi exibido dentro do Pontinhos de Casa, criado pela emissora durante a pandemia, com Patrícia Abravanel. Em 2022, a atração volta ao ar como quadro do Programa do Ratinho, sendo exibido nas noites de terça.